# Батарейная
Батарейная — бывшая протока Санкт-Петербурга, протекавшая по территории нынешнего Гутуевского острова. Большей частью засыпана в XX веке.
Отделяла от собственно Гутуевского острова о-в Батарейный. В месте слияния с рекой Ольховкой расширялась до сравнимых с Екатерингофкой размеров, на ней был ряд безымянных островков.
Согласно карте Санкт-Петербурга от 1904 года, длина реки Батарейной составляла 2,1-2,2 км, и исток её смыкался с Межевым каналом близ трамвайного кольца на ул. Двинская (по оси верхнего течения Батарейной сейчас находятся здания № 21Б и 23 по ул. Двинская). Верхнее течение до местоположения д. 25 корпус 4 и нижнее течение за местом впадения реки Ольховки (кроме устья) были засыпаны не позднее 1939 года, воды Батарейной отводились в Екатерингофку через Ольховку и Новый канал; таким образом к Гутуевскому были присоединены острова Батарейный, Гладкий, Дамба Гребёнка и часть Вольного острова.
Окончательно русло реки Батарейки было засыпано между 1955 и 1959 годами, оставшийся участок устья принадлежит к Барочному бассейну Морского торгового порта.